# (191323) 2003 KN
2003 كي أن (ويعرف أيضًا باسم (191323) 2003 كي أن وفق تسمية الكوكب الصغير) (بالإنجليزية: 2003 KN)‏ هو كويكب ضمن حزام الكويكبات؛ وترتيبه 191323 من حيث الاكتشاف.
اكتُشف هذا الجُرم الفلكي بواسطة جيمس ويتني يونغ في 22 مايو 2003.

## وصلات خارجية
- (191323) 2003 KN في قاعدة بيانات مختبر الدفع النفاث لأجرام النظام الشمسي الصغيرة

- الاكتشاف · مخطط المدار ·  العناصر المدارية · المعلمات المادية

- (191323) 2003 KN على موقع ويكي سكاي: DSS2, SDSS, GALEX, IRAS, Hydrogen α, X-Ray, Astrophoto, Sky Map, Articles and images